# Вогель, Хенк
Хенк Вогель (англ. Henk Vogels; род. 31 июля 1973, Перт) — австралийский шоссейный и велогонщик.

## Карьера
В 1994 году завоевал золото на Играх Содружества в командной гонке. В 1999 году стал чемпионом Австралии в групповой гонке. Был стипендиатом Австралийского института спорта По ходу профессиональной карьеры выступал за команды Novell-Decca-Colnago, GAN, Mercury, Navigators, Davitamon-Lotto, Toyota-United. По окончании сезона 2008 года завершил свою спортивную карьеру.
С 1995 по 2010 год был профессионалом. За свою карьеру участвовал в пяти чемпионатах мира мира и одних Олимпийских играх. Одержал 52 победы по шоссейных гонках в основном в менее известных гонках в Австралии и США, стал чемпионом Австралии в групповой гонке в 1999 году. В 2003 году занял второе место на гонке Гент — Вевельгем.
В 2012 году стал ассистентом спортивного директора команды RusVelo. Впоследствии был  спортивным директором команд Fly V-Successful Living и Drapac Professional Cycling до конца сезона 2014 года. Также предоставляет экспертное заключение для SBS Cycling Central. Однако в конце сезона 2015 года покинул должность спортивного директора команды, чтобы  сделать перерыв в спорте и проводить больше времени со своей семьёй.
В 2019 году было объявлено о его назначении спортивным директором австралийской велосипедной команды ARA Pro Racing, базирующейся в Квинсленде.
Его также иногда называют Хенком Вогельем-младшим чтобы отличать от отца, Хендрикюса Вогелья-старшего (родившегося в Нидерландах) который также был профессиональным велогонщиком и в составе сборной Австралии участвовал в командной гонке преследования на летних Олимпийских играх 1964 года.

## Достижения
1991
Trois Jours d'Axel
Генеральная классификация
1-й этап
Ledegem-Kemmel-Ledegem
7-й на Чемпионат мира — групповая гонка U19
1992
4-й и 7-й этапы Классика банк Содружества
1994
 Игры Содружества — командная гонка (с Бретт Деннис, Фил Андерсон и Демьян МакДональд)
1-й этап Классика Банка Содружества
7-й этап Rapport Toer
Олимпия Тур
1995
14-й этап Херальд Сан Тур
Great Southern Classic
Генеральная классификация
3-й и 5-й этапы
2-й на Stadsprijs Geraardsbergen
3-й на Херальд Сан Тур
1996
Херальд Сан Тур
3-й в генеральной классификации
9-й эта
6-й этап Тур де л’Авенир
2-й этап Уника Классик
1997
Дуо Норман (с  Сирил Бос)
2-й на Гран-при Денена
3-й на Париж — Тур
6-й на Гент — Вевельгем
10-й на Париж — Рубе
1998
7-й на Гент — Вевельгем
10-й на Париж — Рубе
1999
 Чемпионат Австралии — групповая гонка
2000
1-й этап Вуэльта Риохи
Классика Алькобендаса
2-й этап Вуэльта Астурии
Филадельфия Классик
Fitchburg Longsjo Classic
Генеральная классификация
2-й этап
1-й этап Херальд Сан Тур
2-й на Схал Селс
2e-й на Уилмингтон Классик
2001
Тур Боса
Генеральная классификация
3-й этап
7-й и 11-й этапы Херальд Сан Тур
2002
Филадельфия Классик
Historic Roswell Criterium
1-й и 4-й этапы Каскейд Классик
6-й этап Тур Боса
12-й этап Херальд Сан Тур
2-й на Сеа Оттер Классик
2-й на Гран-при Сан-Франциско
2003
1-й этап Тур Джорджии
2-й на Рут Адели де Витре
2-й на Гент — Вевельгем
2006
3-й Чемпионат Австралии — групповая гонка
2007
3-й этап Central Valley Classic
2008
4-й этап Тур Гилы
4-й этап Gateway Cup

## Статистика выступления наГранд-турах
| Гонка / Год     | 1995 | 1996 | 1997 | 1998 | 1999 | 2000 | 2001 | 2002 | 2003 | 2004 | 2005 | 2006 |
| --------------- | ---- | ---- | ---- | ---- | ---- | ---- | ---- | ---- | ---- | ---- | ---- | ---- |
| Джиро д'Италия  | —    | —    | 99   | —    | 121  | —    | —    | —    | —    | —    | —    | —    |
| Тур де Франс    | —    | —    | —    | —    | —    | —    | —    | —    | —    | —    | 136  | 145  |
| Вуэльта Испании | 114  | —    | —    | DNF  | —    | —    | —    | —    | —    | —    | —    | —    |

## Рейтинги
| Год                      | 1997 |
| ------------------------ | ---- |
| Мировой рейтинг FICP/UCI | 61-й |
| Мировой кубок UCI        | 14-й |
|                          |      |
| Источник: UCI            |      |